# تايبيه الصينية

علم تايبيه الصينية للألعاب الأولمبية

تايبيه الصينية هو الاسم الذي جرى الاتفاق عليه عندما اشتركت جمهورية الصين في الأولمبياد، إذ يظهر التعارف بين تيوان والصين عندما يتعلق الأمر بأنشطة اللجنة الأولمبية الدولية، واستخدمتها الصين الشعبية أساسًا عند المشاركة في مختلف المنظمات والمحافل الدولية،كدورة الألعاب الأولمبية، ملكة جمال الكون، ألعاب بارالمبية ودورة الألعاب الآسيوية وفقرة آسيا للألعاب الجامعية وعالم البيسبول الكلاسيكي والسلسلة العالمية دوري ليتل، وكأس العالم لكرة القدم.